# Hubert Bourgin
Pour les articles homonymes, voir Bourgin.
Hubert Bourgin (Nevers (Nièvre), 3 novembre 1874 – Crosne (Essonne, 6 février 1955), est un enseignant, homme politique et écrivain français. D'abord socialiste et dreyfusard dans sa jeunesse, il évolue vers la droite puis, pendant l'entre-deux-guerres, devient un des dirigeants du mouvement fasciste "Le Faisceau" fondé par Georges Valois, Jacques Arthuys et Philippe Barrès.

## Biographie
Hubert Bourgin est fils de Guillaume Bourgin (1843-1919) et de Jeanne Bourgin, née Gertner (1855-1916). Son père tient un commerce, une épicerie et droguerie en gros à Nevers (Nièvre), mais son commerce a fait faillite à cause de la crise économique des années 1880, et il a quitté Nevers pour s’installer à Paris où il devient courtier. Son frère est Georges Bourgin, archiviste et historien de la Commune de Paris.
Il suit ses études au lycée de Nevers puis à Janson-de-Sailly (Paris). Il remporte en philosophie le prix d'honneur au concours général. Il entre à l'École Normale supérieure en 1894, il est reçu premier à l'agrégation de lettres en 1898. Il est docteur ès lettres en 1905 avec une thèse sur Fourier et docteur en droit en 1906 avec une thèse sur l'industrie de la boucherie dans le département de l'Oise au XIXe siècle.
Il est professeur de seconde au lycée de Beauvais de 1889 à 1907, professeur au Lycée Voltaire de 1907 à 1911, professeur au Lycée Louis-le-Grand de 1911 à 1937 où il occupe de son libre choix une chaire de troisième.
De 1905 à 1923, la curiosité sociale d'Hubert Bourgin se manifeste par des enquêtes très nombreuses : activité de la boucherie aux différents siècles, - rapports entre patrons, ouvriers et l'État, - problème de l'assistance publique en Angleterre chez Sidney et Béatrice Webb, - variations du développement industriel et variations du marché ; - industrie sidérurgique en France au début de la Révolution; - étude des systèmes socialistes (Doin) du XVIIIe siècle et de Gracchus Babeuf au Congrès d'Amsterdam en 1904, puis de là aux formes de ce que Hubert Bourgin appelle la décomposition du socialisme : révisionnisme, réformisme, antipatriotisme, anarchisme, bolchevisme. Cette liste incomplète montre qu'Hubert Bourgin est l'un des historiens sociaux les plus représentatifs ce que l'on peut appeler l'entre-trois-guerres (1870-1914-1939).
Il est également secrétaire général du journal  "Le Progrès civique: journal de perfectionnement social". On lui doit de nombreux ouvrages sur le socialisme, le syndicalisme, le pangermanisme, le militarisme allemand, ainsi que des ouvrages biographiques sur Proudhon et Fourier.
Sur un plan personnel, il adopte Georges Viennot et Marcel Viennot qui prennent alors le nom de Georges Viennot-Bourgin et de Marcel Viennot-Bourgin.

### Du socialisme à "l'extrême droite"
Il s'engage très vite en politique et fait partie des intellectuels qui se mobilisent en faveur du capitaine Dreyfus (Affaire Dreyfus) en signant (12e de la liste) une pétition dans Le Siècle et L'Aurore le 14 janvier 1898, par laquelle ils "protestent contre la violation des formes juridiques au procès de 1894 et contre les mystères qui ont entouré l'affaire Esterhazy". Il signe aussi une protestation contre les poursuites frappant le Colonel Picquart. Dreyfusard, il est aussi socialiste, sous l'influence de Lucien Herr et de Jean Jaurès. Il adhère ainsi lors de sa fondation à la Section française de l'Internationale ouvrière (SFIO).
Mobilisé le 6 août 1914, il débute la guerre comme instructeur au Prytanée de La Flèche, sous-lieutenant d'infanterie (service des forges), il devient chef du service des Informations au sous-secrétariat d'État de l'artillerie et des munitions. De 1917 à 1918, il passe chef du bureau des Programmes au sous-secrétariat d'État de la Marine marchande, et enfin de 1918 à 1919, chef de ravitaillement civil au sous-secrétariat du Ravitaillement. Il demeure durant cette période correcteur au concours de l'École polytechnique et répétiteur au Conservatoire national des arts et métiers.

Pendant la Première Guerre mondiale, il publie plusieurs brochures dénonçant le militarisme allemand. Il n'accepte pas que la SFIO s'éloigne de l'union sacrée en 1917. À la fin de cette année, il contribue à fonder la Ligue civique avec d'anciens dreyfusards (Gustave Lanson, Paul Desjardins). Déclarée le 26 décembre 1917, elle vise à « développer les énergies individuelles pour la défense nationale et fortifier la moralité politique du citoyen français conformément aux institutions républicaines ». Fondée en 1917, l'année des mutineries, elle regroupe des hommes désireux de combattre le découragement né de la défection russe, fédère des partisans de la poursuite de la guerre jusqu'à la victoire, et sans compromis. Charles Maurras, tout en déclarant qu'elle est composée d'adversaires politiques de l'Action française, affirme qu'elle « a du bon et de l'excellent » car elle appelle avec gravité à l'union des partis et à l'union des classes. Elle regroupe des « dreyfusards patriotes ». La ligue adhère en 1919 au Bloc national.
Il est membre du comité du Parti socialiste français (1919), qui regroupe des socialistes modérés, mais en démissionne en février 1921. Secrétaire général de la Ligue civique dans la première moitié des années 1920, il adhère avec elle en 1922 à l'Action nationale républicaine, un cartel éphémère de partis politiques républicains de droite et de ligues. Lors de son banquet, il prend la parole aux côtés des députés François Arago, son président, et Édouard Soulier et du sénateur Frédéric François-Marsal. Il ne remet alors en cause ni la République, ni la démocratie, mais évoque les « républicains patriotes dégoûtés jusqu'à la nausée de la politique de sectes, d'ambitions, de profits, de molles camaraderies ». Bourgin entre à son comité directeur, comme chef de la documentation,,. Dans le même temps, il collabore à des périodiques de droite comme le quotidien L'Éclair ou La Revue hebdomadaire, ce qui lui vaut d'être présenté comme un renégat par L'Humanité ou Le Populaire.
En 1924, il fonde et dirige un périodique mensuel, Chronique des ligues nationales - qui présente les différentes ligues « nationales » républicaines existant à ce moment, rend compte de leur action et cherche à œuvrer à leur rapprochement dans le but de combattre la politique extérieure du Cartel des gauches - et préside une Conférence des ligues nationales. La même année, en décembre, il devient le secrétaire général (ou directeur général du secrétariat) de la vieille Ligue des patriotes,, et écrit dans son organe, Le Drapeau.
Il est alors proche de Georges Valois qu'il côtoie depuis au moins 1922. Il collabore à ses Cahiers des états généraux et à son Comité de liaison des grandes associations et fait appel avec lui aux anciens combattants,. Sa Chronique des ligues nationales devient à partir de février 1925 une page du nouveau journal de Valois, Le Nouveau Siècle. Bourgin est un des actionnaires originels de ce périodique. Par l'entremise de Valois, il se rapproche de l'Action française et de ses idées, sans y adhérer. Le quotidien royaliste de Charles Maurras observe avec satisfaction ses prises de position dès 1922. Bourgin soutient Léon Daudet dans la campagne qu'il mène à la suite de la mort de son fils. Il rejoint, en 1925, "Le Faisceau" de Valois, premier parti fasciste en France. Selon un historien canadien, il représente l'aile conservatrice du fascisme de Valois, notamment en matière d'éducation. Il souhaite une France dirigée par un « chef national non élu ». Il est obligé de quitter la Ligue des patriotes lorsqu'il rejoint le Faisceau. Il traduit de l'italien un livre sur le fascisme.
Ce nouveau parti et l'Action française s'opposent violemment,. Valois note dans ses mémoires : « Et c'est lui qui comprit, le premier, la machination contre moi. Maurras l'invita à se faire mon surveillant. Bourgin est une des plus hautes consciences. Dans cette crise, il fut mon frère aîné ». Bourgin critique l'AF dans le Nouveau siècle et s'attire une réponse indignée de Maurice Pujo. Il annonce en 1928 dans Le Nouveau siècle la parution de la sténographie des dépositions, débats et plaidoiries des procès en diffamation entre Georges Valois et l'Action française, sous le titre Basile ou la Politique de la calomnie, pour montrer le « vrai visage » de l'Action française.
À la suite de la disparition du Faisceau en 1928, Bourgin suit Valois et Arthyus au Parti républicain syndicaliste. En revanche, contrairement à Valois, il ne rejoint ni la gauche, ni la résistance sous l'Occupation, et demeure hostile à la République « maçonnique » et parlementaire.
Dans un article publié par "Le Courrier de l'Aude", où se trouve la circonscription de Léon Blum, il s'en prend en juin 1936 à la « dictature partisane marquée de messianisme hébraïque » du nouveau président du conseil du Front populaire. Il est alors un chroniqueur régulier de La Nation, l'organe de la Fédération républicaine. Sa chronique fait « coexister [...] un anticommunisme virulent avec l’antisémitisme » et la xénophobie. Dès août 1938, il est l'un des premiers à la Fédération républicaine à exiger l'interdiction du Parti communiste dans les colonnes de ce périodique. En 1938-39, il est conseiller de l'Union militaire française (ou Spirale) du très anticommuniste Georges Loustaunau-Lacau et président de la troisième commission de son « Cercle des études objectives ». Il écrit dans les périodiques de cette association: "Barrage", "Notre Prestige" puis dans "L'Ordre national". Ainsi cet article hostile aux politiciens, aux communistes, aux socialistes, aux ouvriers cégétistes, aux fonctionnaires syndicalisés et aux juifs. Ou cet autre article appelant à détruire le communisme.
De l'entre-deux-guerres aux années 1940, il écrit une série de pamphlets qui s'appuient en partie sur son passé : Le parti contre la patrie (1924) - une charge contre la SFIO -, Cinquante ans d'expérience démocratique (1925) et Quand tout le monde est roi, la crise de la démocratie (1929) - dénonciation des travers de la démocratie - , De Jaurès à Léon Blum. L'École normale et la politique (1938) - ouvrage caractérisé par un antisémitisme certain, très critique à l'égard de son ancien mentor Lucien Herr ou de Léon Blum - , L'École nationale (1942) - qui dénonce l'école de la IIIe République, contrôlée par les juifs, les francs-maçons et les syndicats d’instituteurs - , Le socialisme universitaire (1942) - très antisémite -.

## Publications
- Proudhon, 1901,
- L'industrie de la boucherie à Paris pendant la Révolution (Ernest Leroux), 1911

- Prix Jean-Jacques-Berger 1912 de l'Institut de France
- Les origines diplomatiques de la guerre: d'après la correspondance du Gouvernement britannique, 1914
- La guerre pour la paix, (Librairie des sciences politiques et sociales), 1915
- Hubert Bourgin et Georges Bourgin, L'industrie sidérurgique en France au début de la révolution, 1920 (lire en ligne)
- Trois petites bêtes (Cahiers du Centre), 1920
- Les systèmes socialistes (G.Douin), 1923
- Mémoires pour servir à l'histoire d'une sécession politique (1915-1917). La Parti contre la Patrie (Plon, Nourruit & Cie), 1924
- Cinquante ans d'expérience démocratique (Nouvelle Librairie Nationale), 1925
- Les pierres de la maison (Nouvelle Librairie Nationale), 1926
- Elle (livre dédié à sa femme disparue Marguerite Darcy), 1927
- Quand tout le monde est roi, la crise de la démocratie (Bossard), 1929
- Les flammes dans la cendre (Lemerre), 1929
- Contes de mon Jardin (Delagrave), 1935
- Contes de la montagne, 1935

- Prix Montyon de l'Académie française
- Toutoune (livre pour enfants - Delagrave), 1938
- L'École Normale et la politique (Gordon), 1938
- De Jean Jaurès à Léon Blum (Fayard), 1938
- L'École Nationale, 1942
- Le socialisme Universitaire (Stock), 1942